# Théâtre d'Azur
 (novembre 2011).
Le Théâtre d'Azur est une compagnie de théâtre et une salle de spectacle du Tampon, à l'île de La Réunion et fondée en 1987 par François Folio.

## Histoire

### Genèse
C'est dans les années 1980 que François Folio intègre une association de théâtre à la Plaine des Cafres. Se destinant au droit ou à l'enseignement du sport, il n'a alors qu'une approche scolaire du théâtre. Les ambitions de l’association ne lui conviennent rapidement plus. Il décide alors de fonder sa propre compagnie, à la Plaine des Cafres, qu’il nommera le Théâtre d'Azur. François Folio explique qu'il a choisi de nommer son théâtre ainsi car l’azur correspond à l’horizon, qui est loin et que l'on n’atteint jamais. Il poursuit en expliquant qu'il est ainsi impossible d'atteindre le fond, l’essence même du théâtre.[réf. nécessaire]
La toute nouvelle compagnie présente alors divers spectacles pour des enfants et se produit principalement dans les écoles des alentours. Ces spectacles jeunes publics portent sur des thèmes bien précis, liés à l’enfance et la sensibilisation sur des thématiques environnementales, culturelles, etc.

### Gloire et traversée du désert
En 1991, la ville de Saint-Pierre souhaite se doter d'un théâtre permanent, proposant des créations qui touchent à plusieurs répertoires. Le Théâtre d'Azur est alors choisi et des conventions sont rapidement signées.[réf. nécessaire] La compagnie investit alors les locaux du Centre Alpha (actuel centre Lucet Langenier). Ce véritable complexe artistique et culturel ne propose pas uniquement des cours et des représentations théâtrales mais également des cours de chants, d'instruments, et même des concerts. La compagnie produit une grande diversité d’œuvres : du classique au moderne, en passant par des œuvres en créole.
En 1996, la compagnie connait des difficultés. La municipalité réclame un théâtre plus "classique" et François Folio estime alors qu'on ne lui laisse que peu de place pour un théâtre engagé. Ce différend entre la compagnie et la municipalité entraîne le retrait des partenaires financiers. Le Théâtre d’Azur, encore jeune théâtre d’une dizaine d’années, connait alors une situation délicate : impossible de continuer à produire quatre spectacles par an, avec 12 salariés permanents.
Le Théâtre d’Azur se retrouve finalement évincé de Saint-Pierre et il s’ensuit alors une traversée du désert.
Entre 1996 et 1998, le Théâtre d’Azur élit domicile successivement au Tampon, où François Folio ouvre une école de théâtre, puis à l'Entre-Deux et la Plaine des Palmistes. Mais là encore, des divergences de point de vue culturel ramènent finalement le Théâtre d’Azur au Tampon.

### De 1999 à nos jours
Le Théâtre d’Azur se fixe finalement dans un local privé, non loin du centre-ville du Tampon, un ancien dépôt de médicaments. L'ouverture du Théâtre d’Azur se fait finalement en 1999 sans l'appui municipal.
En 2011, le Théâtre d’Azur organise une tournée métropolitaine à Avignon, où il présente notamment son adaptation des Souris et des Hommes de John Steinbeck. Le Théâtre d’Azur produit et joue en 2011 sa 67e création.[réf. nécessaire]

Intérieur du Théâtre d'Azur en Novembre 2011
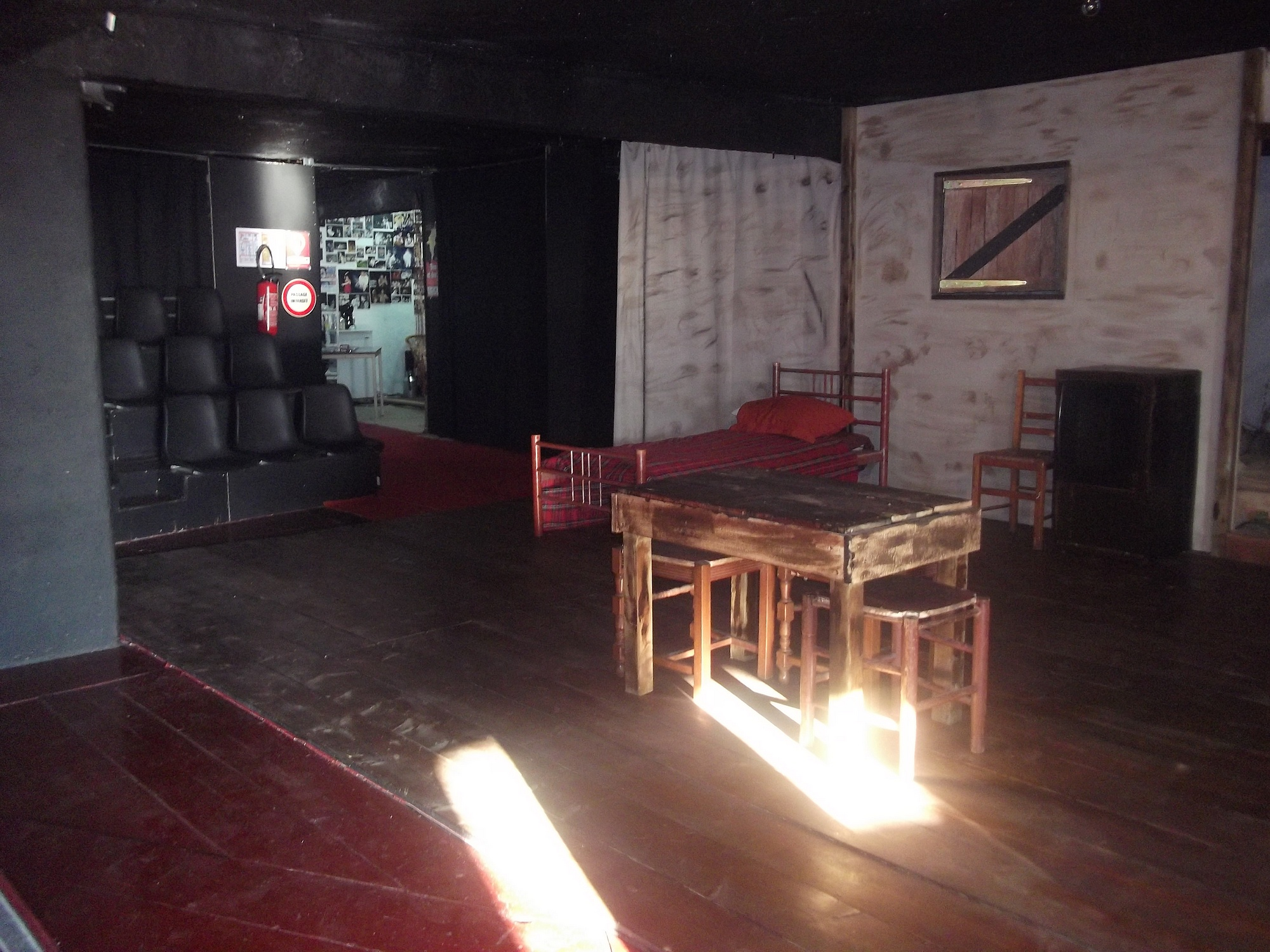
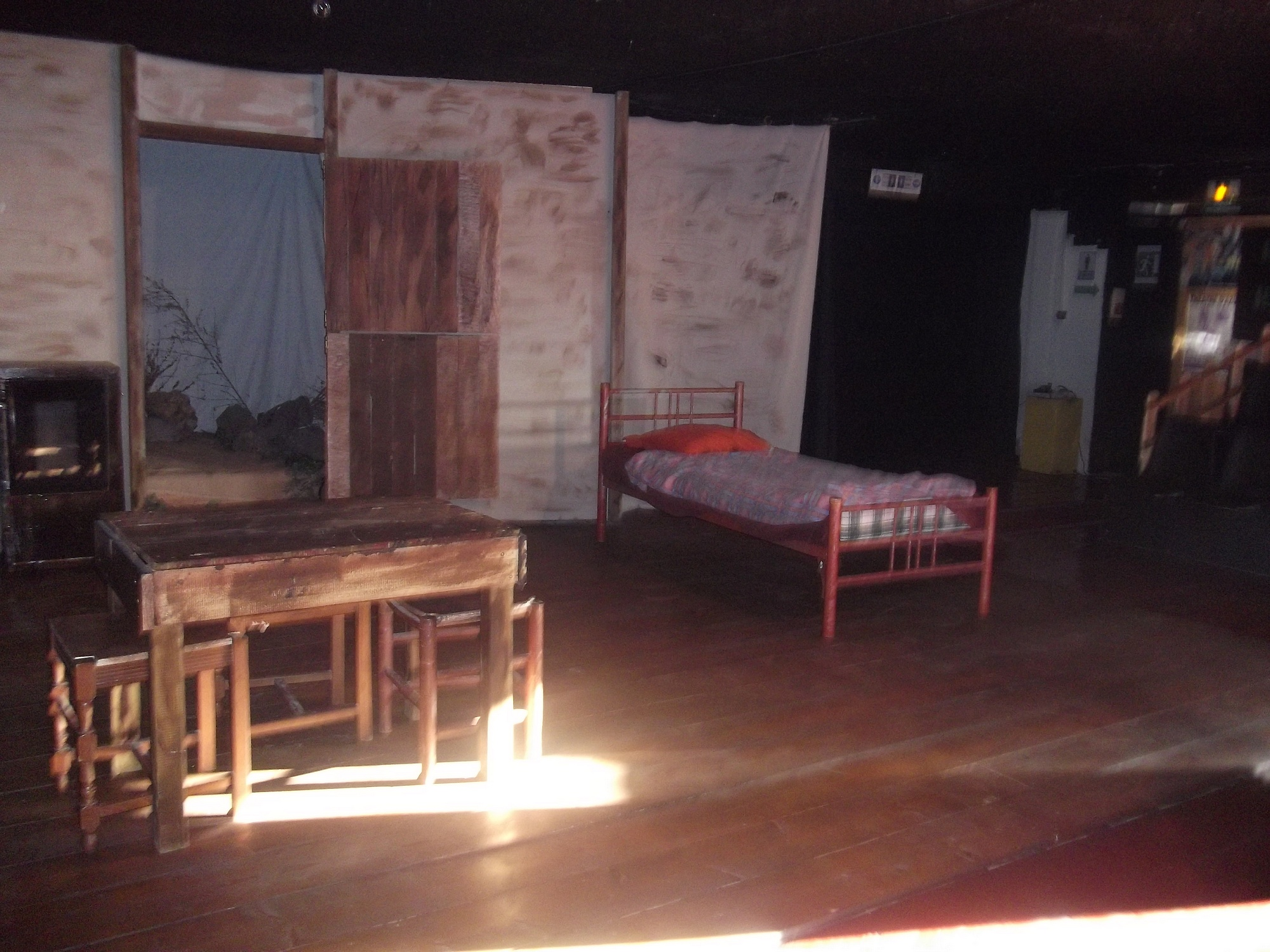
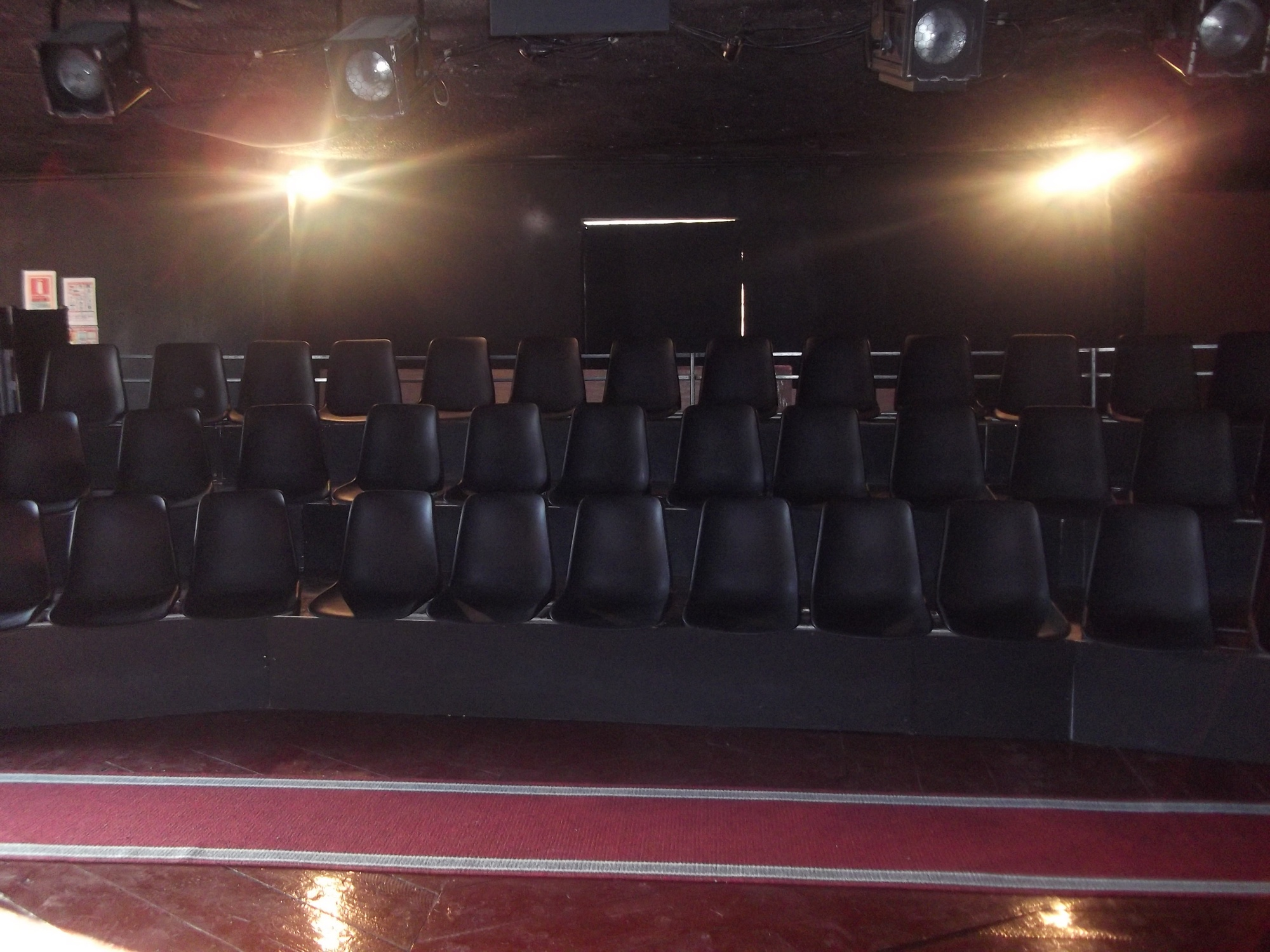
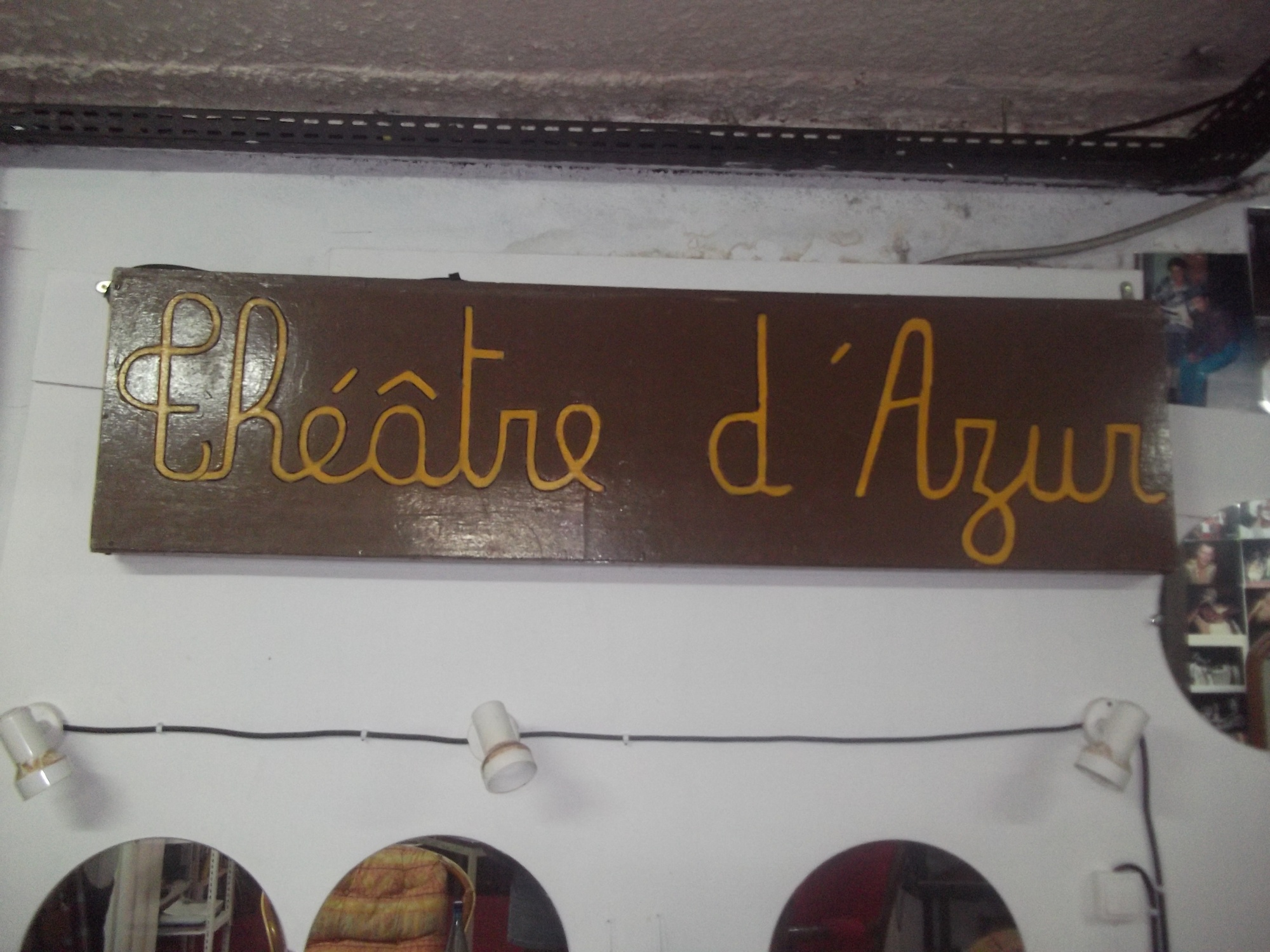

## Productions

### 1887 - 1990
- Janvier 1987 : Le livre d'images, spectacle jeune public de F. Folio.
- Septembre 1987 : Au pays du livre, spectacle jeune public de F. Folio.
- Janvier 1988 : Moi l'école ? , spectacle jeune public de F. Folio.
- Novembre 1988 :  C'est bientôt Noël, spectacle jeune public de F. Folio.
- Septembre 1989 : Touche pas ma télé, spectacle jeune public de F. Folio.
- Octobre 1989 : Imbroglio veto,mis en scène par F. Folio.
- Février 1990 : Poil de Carotte de Jules Renard, mis en scène par J-L. Malet.
- Octobre 1990 : Marinette, mis en scène par F. Folio.
- Décembre 1990 : La Légende du Dodo d'Isabelle Hoareau, mis en scène par F. Folio.

### 1990 - 1999
- Avril 1991 : L’Île des chèvres d'Ugo Betti, mis en scène par J-L. Malet.
- 1991 : Les Valets Molière de Molière, mis en scène par J-L. Malet et F. Folio.
- Octobre 1991 : Marceline Doub'Ker de Daniel Honoré, mis en scène par F. Folio.
- 1991 : Les larmes du Père Noël, spectacle jeune public de F. Folio.
- Décembre 1991 : La Boîte à musique, spectacle jeune public de F. Folio.
- Février 1992 : L'Ours d'Anton Tchekhov, par G. Mercklin.
- Février 1992 : La Demande en mariage d'Anton Tchekhov, mis en scène par G. Mercklin.
- Mars 1992 : George Dandin de Molière, mis en scène par J-C. Scant.
- Juillet 1992 : Ti Krever de Dhavid, adapté et mis en scène par F. Folio.
- Novembre 1992 : La Boite de Pandore d'Alain-René Lesage, mis en scène par F. Folio.
- Novembre 1992 : Arlequin, roi des Ogres d'Alain-René Lesage, mis en scène par G. Bonnaud.
- Décembre 1992 : Bambino, mis en scène par F. Folio.
- Mars 1993 : Le Long séjour interrompu de Tennessee Williams, mis en scène par J-L. Malet.
- Mars 1993 : 27 remorques pleines de coton de Tennessee Williams, mis en scène par J-L. Malet.
- Octobre 1993 : Sitarane, mis en scène par F. Folio.
- Décembre 1993 : Les Portes du ciel, mis en scène par T. Bertil.
- Avril 1994 : Domino's, mis en scène par F. Folio.
- Juillet 1994 : Cabaret, mis en scène par F. Folio et J-L. Malet.
- Janvier 1995 : Kroizé d'shemin, mis en scène par B. Gonthier.
- Octobre 1995 : Grammerkal, mis en scène par F. Folio.
- Décembre 1995 : A la recherche du Père Noël, mis en scène par F. Folio.
- Juin 1996 : Drôle d'histoire, mis en scène par F. Folio.
- Octobre 1996 : La lwa du gro d'Alfred Lapra, mis en scène par F. Folio.
- Décembre 1996 : Les Clowns, mis en scène par F. Folio.
- Novembre 1997 : O-Taze, mis en scène par F. Folio.
- Octobre 1998 : Carry soud'riz, mis en scène par F. Folio.
- Novembre 1999 : Karapat d'après l'œuvre de Roberto Cossa, mis en scène par R. Fontaine.
- Décembre 1999 : Le livre d'images, spectacle jeune public de F. Folio.

### 2000 - 2009
- Octobre 2000 : Soirée cabaret, mis en scène par R. Fontaine et F. Folio.
- Avril 2001 : Mussard de Firmin Lacpatia, mis en scène par F. Folio.
- Juillet 2001 : Des souris et des hommes de John Steinbeck, mis en scène par Y. Morvan.
- Décembre 2001 : Entr'Clowns, spectacle jeune public de F. Folio.
- Octobre 2002 : Cemin Bracanot de Daniel Honoré, mis en scène par F. Folio.
- Janvier 2003 : Magi'Com, spectacle jeune public de F. Folio.
- Février 2003 : Les Aventures de Chloé, spectacle jeune public de F. Folio.
- Avril 2003 : Knock de Jules Romains, mis en scène par M. Tortay.
- Janvier 2004 : Le Pouvoir de la lecture, spectacle jeune public de F. Folio.
- Mai 2004 : La Sortie du Théâtre de Karl Valentin, mis en scène par M. Tortay.
- Juin 2004 : Le Baron de Fourchevif d'Eugène Labiche, mis en scène par F. Folio.
- Octobre 2004 : Adzire adapté du roman de Firmin Lacpatia, mis en scène par F. Folio.
- Mai 2005 : Diderot, le Libertin, adapté et mis en scène par M. Tortay.
- 2005 : Les Chants du monde, spectacle jeune public de Sébastien Lauret, adapté et mis en scène par F. Folio.
- Avril 2006 : Tartuffe de Molière, mis en scène par M. Tortay.
- Avril 2006 : Les Fables de Jean de La Fontaine, adapté et mis en scène par F. Folio.
- Avril 2007 : Jacques et son maître de Denis Diderot, adapté et mis en scène par M. Tortay.
- Avril 2008 : Le Petit Prince de Saint-Exupéry, adapté et mis en scène par F. Folio.
- Mai 2008 : L'Arbre magique, spectacle jeune public de F. Folio.
- Mai 2008 : La Mégère apprivoisée de William Shakespeare, mis en scène par M. Tortay.
- Septembre 2008 : Mussard de Firmin Lacpatia, mis en scène par F. Folio.
- Décembre 2008 : A l'écoute des mots, spectacle jeune public de F. Folio.
- Mai 2008 : L'Ouvrier bleu de Roland Fichet, adapté et mis en scène par F. Folio.
- Septembre 2009 : Antigone de Jean Anouilh, adapté et mis en scène par F. Folio.

### 2010 - 2012
- Avril 2010 : Le Jeu de l'amour et du hasard de Marivaux, adapté et mis en scène par F. Folio.
- Septembre 2010 : Poil de Carotte de Jules Renard, adapté et mis en scène par F. Folio.
- Octobre 2010 : Proverb' Kréol d'après le roman de Daniel Honoré, adapté et mis en scène par F. Folio.
- Décembre 2010 : Entrées-Clownesques de Tristan Rémy, adapté et mis en scène par F. Folio.
- Février 2011 : Fin de partie de Samuel Beckett, mis en scène par A. Pitois.
- Octobre 2011 : Des souris et des hommes de John Steinbeck, adapté et mis en scène par F. Folio.
- Avril 2012 : Médée de Sophocle, adapté et mis en scène par F. Folio.